# La emperatriz
La emperatriz (título original: Die Kaiserin), conocida internacionalmente como, The Empress, es una miniserie alemana de drama histórico-romántico de 2022, producida por la plataforma de streaming Netflix. Está protagonizada por Devrim Lingnau, Philip Froissant, Melika Foroutan y Svenja Jung. Fue estrenada el 29 de septiembre de 2022. Se basa en la novela de Gigi Griffis que narra la historia de la emperatriz Isabel de Austria cuando conoce al emperador Francisco José, sus primeros encuentros y sus responsabilidades en la corte de los Habsburgo.

## Sinopsis
Isabel de Baviera es «una joven adelantada a su tiempo, que se rebela contra las rígidas reglas del siglo XIX y la corte. Conoce a Franz, un gobernante de múltiples capas, que desempeñó un papel importante en la configuración de la historia europea moderna». «Con el telón de fondo de los celos, la intriga y las luchas de poder tras bambalinas de la corte de los Habsburgo, y la cuestión emergente de la libertad de las personas, el público es llevado a un brillante mundo ilusorio, en el que una joven Sissi debe luchar por su lugar en corte, así como el derecho a ser la figura decorativa de un Imperio enfermo».

## Reparto
- Devrim Lingnau: Isabel de Baviera (Sissí)[4][5]
- Philip Froissant: Francisco José I de Austria
- Elisa Schlott: Elena de Baviera
- Svenja Jung: Louise
- Rauand Taleb: Theo
- Almila Bagriacik: Leontine de Apafi
- Melika Foroutan: Archiduquesa Sofía de Austria
- Johannes Nussbaum: Maximiliano José de Baviera
- Jördis Triebel: Ludovica de Baviera
- Johannes Nussbaum: Maximiliano de México
- Felix Nölle: Luis Víctor de Austria

## Producción
La serie se basa en la novela romántica de Gigi Griffis, que fue desarrollada por la productora ejecutiva y guionista Katharina Eyssen, quien afirmó que prometía contar una versión realista de Sissi, alejada de la imagen de cuento de hadas de las historias anteriores que representaron a la emperatriz. Los codirectores seleccionados fueron Katrin Gebbe y Florian Cossen, y para la pareja protagónica, los principiantes Devrim Lingnau y Philip Froissant como Sissí y Francisco José I, el reparto incluye a Melika Foroutan, Johannes Nussbaum, Elisa Schlott, Jördis Triebel, Wiebke Puls y Almila Bagriacik.
El rodaje comenzó el 9 de agosto de 2021 y finalizó el 14 de enero de 2022 en locaciones de Baviera. El vestuario y las puestas en escena recrean exuberantemente al ambiente de la corte y la Viena imperial de mediados del siglo XIX, aunque ha recibido comentarios por las variaciones de la estética de los trajes de época que no corresponden cronológicamente.
Con la producción de Sommerhaus Serial, los episodios se produjeron íntegramente en Alemania, con el financiamiento del German Motion Picture Fund, el FilmFernsehFonds Bayern y el Medienboard Berlin-Brandenburg.

## Estreno
La plataforma Netflix estrenó mundialmente la serie el 29 de septiembre de 2022. Está compuesta de seis capítulos de cuarenta y cinco minutos de duración.